# Петров, Николай Филиппович
Николай Филиппович Петров (1872—1941) — русский и советский живописец, график, академик живописи (1916). Автор жанровых картин, интерьеров, пейзажей, натюрмортов.

## Биография
Родился 28 февраля (18 марта) 1872 года в селе Бекетово Воронежской губернии в семье управляющего имением. 
В 1892 году окончил Воронежское реальное училище. С 1892 по 1901 год учился в Высшем художественном училище при Императорской Академии художеств (с 1896 года — у И. Е. Репина). В 1896 году начал участвовать в художественных выставках. Во время учёбы в Академии каждое лето ездил по России. 
В 1901 году получил звание художника за картину «Вечер в деревне». В 1908 году за картину «Зал в Ракше» получил золотую медаль Международной художественной выставки в Мюнхене. В 1911 году принимал участие в международной выставке в Риме. В 1904 году стал членом-учредителем Новго общества художников, с 1910 года — член Союза русских художников. В 1916 получил звание академика живописи.
Жил в Санкт-Петербурге, в 1910 году переехал в Пензу. С 1910 по 1918 работал директором Пензенского художественного училища, до 1936 года преподавал в нём. Вернулся в Ленинград, с 1936 года преподавал в ИЖСА. В 1937 году стал заместителем директора ВАХ. В 1937—1939 годах заведовал кафедрой живописи. Скончался 9 декабря 1941 года в блокадном Ленинграде.
Художественный критик С. К. Маковский в 1911 году так отзывался его работах: «выделяются как жемчужины… с подлинной любовью к старине и знанием акварели нарисованные интерьеры Петрова».

## Живописные произведения
Некоторые из его живописных произведений:
- «Тихо!» (1896, Государственная Третьяковская галерея)
- «Сумерки» (1898, Пензенская картинная галерея)
- «На балконе» (1909, Государственная Третьяковская галерея)
- «Зала в Ракше» (1908, Моршанский историко-художественный музей[5])
- «Визит» (1912, Государственный Русский музей)
- «Гостиная» (1912, Государственный Русский музей)
- «Берег Чёрного моря» (1913, Пензенская картинная галерея)
- «Три дамы» (1916, Пензенская картинная галерея)
- «Ярмарка в Воронежской губернии» (1925, Пензенская картинная галерея)
- «Старая Пенза» (1926, Пензенский краеведческий музей)
- «Натюрморт с фарфоровой кружкой» (1930, Пензенская картинная галерея)
- «Натюрморт с засохшей рябиной» (1939, Пензенская картинная галерея)

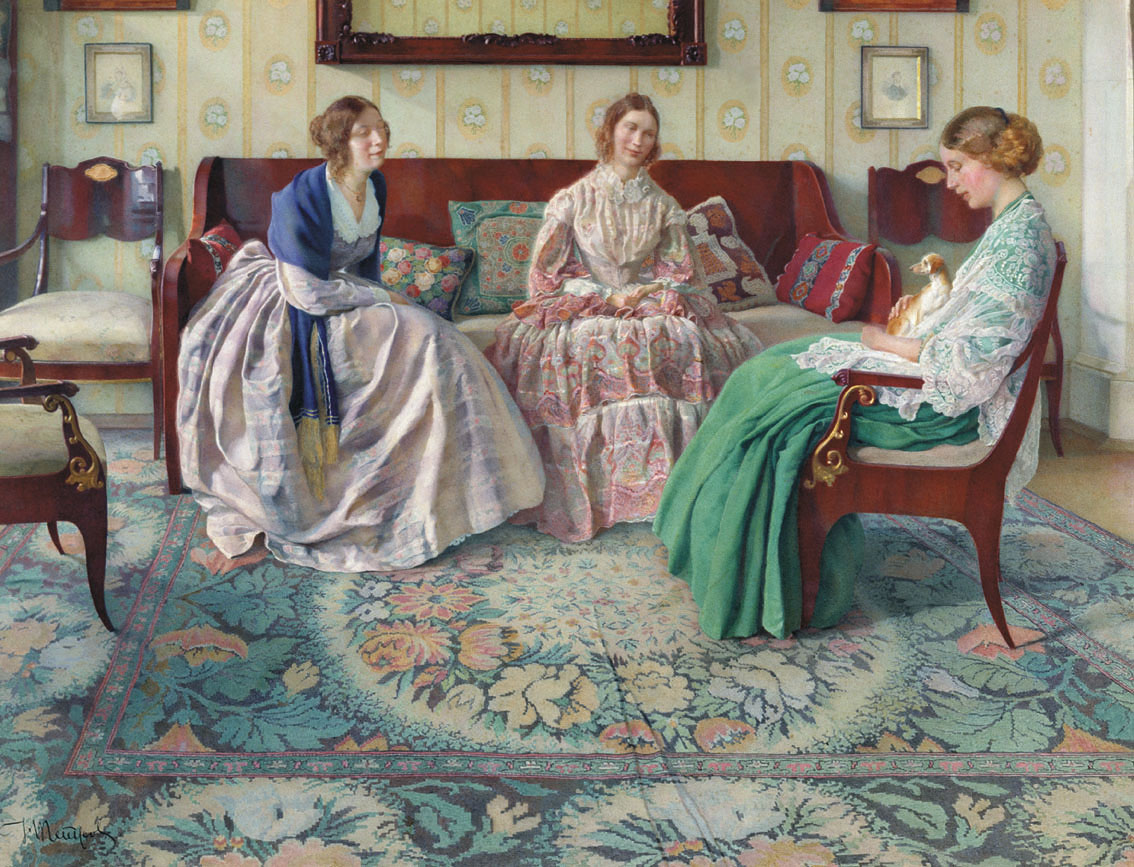
«Три дамы», 1916
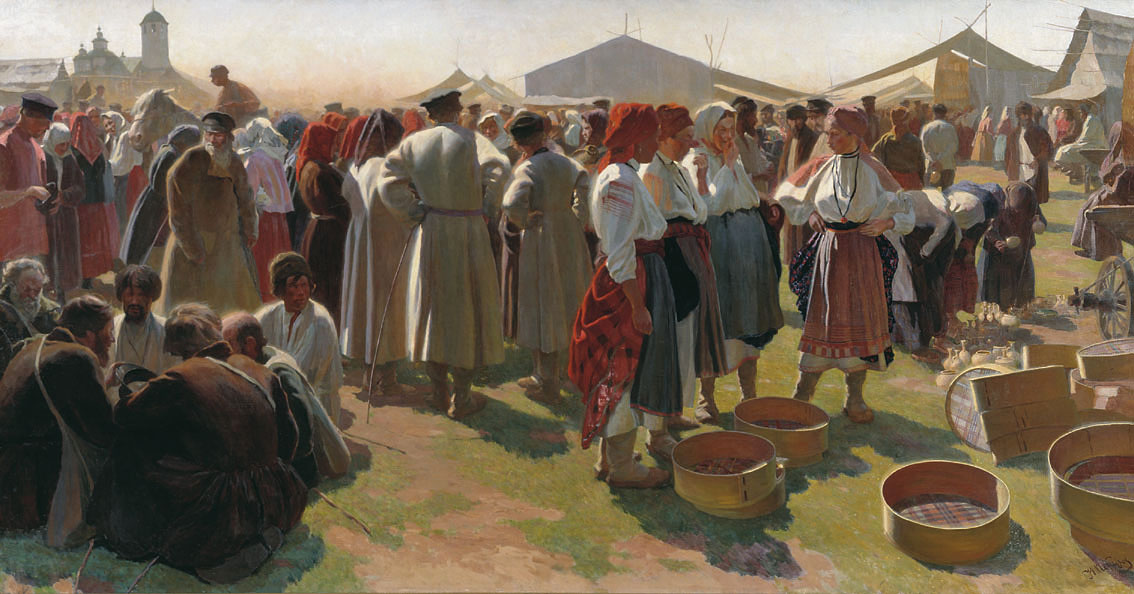
«Ярмарка в Воронежской губернии», 1925
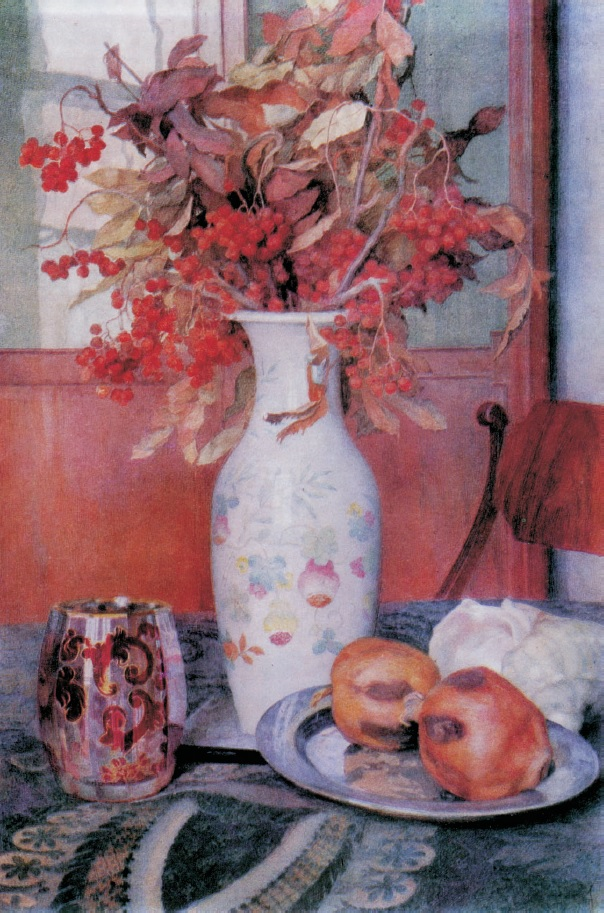
«Натюрморт с засохшей рябиной», 1939

## Известные ученики
- Гюрджян, Габриел Микаелович (1892—1987) — Народный художник Армянской ССР.